# Завод каустичної соди в Александрії
Заво́д каусти́чної со́ди в Александрі́ї — виробничий майданчик на півночі Єгипту.
Завод здійснює електроліз хлориду натрію з отриманням каустичної соди, хлору та водню. Першу електролізну установку запустили ще в 1961 році, а в 1982-му додали другу, при цьому обидві використовували поширену тоді (але екологічно небезпечну) ртутну технологію. У другій половині 1980-х завод міг продукувати 27 тисяч тонн каустичної соди та 12 тисяч тонн рідкого хлору, крім того, частину хлору та водень використовували для продукування соляної кислоти.
Станом на 2013 рік майданчик мав річну потужність у 42 тисячі тонн каустичної соди, 59 тисяч тонн хлору (з них 22 тисячі тонн рідкого), 10 тисяч тонн соляної кислоти, 120 тисяч тонн гіпохлориту натрію та 50 тисяч тонн гіпохлориту кальцію. Крім того, випускали певні обсяги хлориду заліза. При роботі на проєктній потужності завод споживає 102 тисячі тонн хлориду натрію.
Наразі майданчиком опікується інкорпорована на початку 1980-х компанія Misr Chemical Industries, в який 53,18 % участі має Holding Company for Chemical Industries.